# Microphallus piriformes
Microphallus piriformes é um verme achatado, parasita do filo Platyhelminthes classe Trematoda.